# Assemblees de Germans
Sota el nom de protestantisme s'apleguen les esglésies que defensen i proclamen les doctrines bàsiques de l'anomenada «Reforma» del segle XVI. Les Assemblees de Germans s'identifiquen amb la doctrina protestant i al segle XIX s'originen com un moviment de comunió entre les diverses confessions cristianes.
L'aspecte que segurament ve més emfatitzat és la igualtat entre els membres de la comunitat i el rebuig a la jerarquia.
Per tal de poder assolir projectes comuns, les Assemblees de Germans de Catalunya s'han dotat d'una mínima estructura organitzativa. És el que anomenen «Coordinadora de les Assembles de Germans».
Les Assemblees de Germans també son conegudes com a “Asambleas de Hermanos”, “Templos Bíblicos”, “Templo Evangélico”, “Casa de Oración” o “Iglesias Cristianas Evangélicas” en països de parla hispana; “Irmãos”, “Irmãos de Plymouth”, “Assembléias dos Irmãos”, o “Casa de Oração”, a les zones parla habla portuguesa; i “Open Brethren”, “Christian Brethren”, “Plymouth Brethren”, “Brethren Assembly”, “Biblie Chapel” en anglès.

## Organització
Les esglésies de les Assemblees de Germans adopten moltes formes diferents d'organització, segons les seves característiques. Si ve inicialment les esglésies s'organitzaven entorn l'assemblea i un consell d'ancians, actualment podem trobar diverses estructures i funcionaments amb la presència, o no, d'ancians, pastor/s i consell d'església. Consell d'ancians / pastors
- Consell d'ancians / pastors – S'anomena ancià o pastor a aquella persona que ha estat reconeguda com a dirigent dins la seva pròpia comunitat. L'ancià és responsable del lideratge espiritual de l'església a la qual pertany i exerceix un ministeri pastoral en la comunitat.
- Consell d'església – És el grup de persones designades per la comunitat com a responsables de portar endavant el dia a dia de l'església. Els ancians/pastors en formen part.
- Assemblea general (formada pels membres de l'església) és present, sigui quina sigui l'estructura de l'església i és qui, en definitiva, la dirigeix. Les assemblees generals es reuneixen regularment per tal de garantir el bon funcionament de la comunitat.

## Ordenances i Culte

### Baptisme d'adults
D'acord al que ensenya la Bíblia, creuen que tot aquell que es reconegui com a pecador i accepti a Jesucrist com a salvador personal pot ser batejat.

### Sant Sopar
Cada diumenge, en el transcurs del culte, es recorda el sacrifici de Jesús.

### Culte
Els diumenges s'apleguen per celebrar el culte. En ell es dedica temps a la pregària, la lloança, el Sant Sopar, la lectura de la Bíblia i l'exposició bíblica. Un dels fets més destacats és el que s'anomena «culte lliure», un temps en què els membres de l'assemblea participen, de manera lliure i espontània, en la lloança al Déu.

## Confessió de fe - Assemblees de Germans de Catalunya
"En tant que cristians evangèlics, acceptem la Revelació de Déu únic en tres persones (Pare, Fill i Esperit Sant) donada a les Escriptures de l'Antic i el Nou Testament, i confessem la fe històrica de l'Evangeli que es proclama a les seves pàgines. Afirmem, per tant, les doctrines que considerem decisives per a comprendre la fe i que han d'expressar-se en amor, en el servei cristià pràctic i en la proclamació de l'Evangeli:
1. La sobirania i la gràcia de Déu el Pare, Déu el Fill i Déu l'Esperit Sant en la creació, la providència, la revelació, la redempció i el judici final.
2. La divina inspiració de les Sagrades Escriptures en els seus documents originals i, per tant, la seva total credibilitat i suprema autoritat en tot el relatiu a la fe i a la conducta.
3. La pecaminositat universal i la culpabilitat de l'home caigut que comporta la ira de Déu i la condemnació.
4. El sacrifici vicari del Fill de Déu encarnat, únic fonament suficient de redempció de la culpabilitat i del poder del pecat, així com de les seves conseqüències eternes.
5. La justificació del pecador solament per la gràcia de Déu, per mitjà de la fe en Crist crucificat i ressuscitat d'entre els morts.
6. L'obra de Déu l'Esperit Sant que il·lumina, regenera, habita en el creient i el santifica.
7. El sacerdoci de tots els creients que, en la unitat de l'Esperit Sant, constitueixen l'Església universal, el Cos del qual Crist n'és el Cap, compromesos pel manament del seu Senyor i la proclamació de l'Evangeli a tot el món.
8. L'esperança del retorn visible del nostre Senyor Jesucrist en poder i glòria, la resurrecció d'entre els morts i la consumació del Regne de Déu."[1]